# Andrena tibetica
Andrena tibetica là một loài Hymenoptera trong họ Andrenidae. Loài này được Xu & Tadauchi mô tả khoa học năm 2005.